# Samuel de Champlain
Samuel de Champlain (Hiers-Brouage, 1567 – Québec, 25 dicembre 1635) è stato un esploratore, cartografo e scrittore francese, fu il fondatore della città di Québec.

## Biografia
Non si sa con certezza della nascita di Samuel de Champlain: sarebbe nato nel 1567 o nel 1570 o forse anche dopo. Non si sa nemmeno se fosse stato battezzato nella religione cattolica o in quella protestante. Dopo il suo contratto di matrimonio si sa che era figlio di Antoine de Champlain e di Merguerite Le Roy.
Prima del 1603 Champlain faceva il disegnatore e il cartografo, prese parte alle guerre di religione contro la Lega Cattolica, accompagnò lo zio a Cadice a bordo della nave Saint-Julien e, sempre a bordo della Saint-Julien, intraprese un viaggio nei Caraibi.

### Primo viaggio (1603)
Nel 1603 Champlain venne invitato da Aymar de Chaste, titolare del monopolio commerciale della Nuova Francia, a seguire François Gravé Du Pont. Quindi il 15 marzo 1603 Champlain salì a bordo della nave Bonne-Renommée a Honfleur come semplice passeggero. Il 26 maggio dello stesso anno le navi di Gravé Du Pont arrivarono a Tadoussac (nelle vicinanze dell'attuale città di Québec). Champlain assistette a una festa degli algonchini nella quale le donne danzavano nude e gli uomini facevano gare di corsa. Champlain prese nota delle tradizioni amerindiane; diede anche qualche lezione di religione ai nativi. Champlain si fece descrivere dagli indiani il bacino idrografico e venne a sapere dell'esistenza di un mare salato a nord, pensando che fosse il cosiddetto "mare asiatico". Il 18 giugno le navi di Grave Du Pont iniziarono a risalire il fiume San Lorenzo. Champlain non scoprì niente di nuovo, poiché un altro cartografo aveva dato alla zona già una buona descrizione. Passando a Québec, Champlain mostrò poco interesse, notando solamente che se la terra fosse coltivata, sarebbe stata buona come quella francese. A Trois-Rivières vide un posto adatto per una "habitation", soprattutto come protezione per il commercio delle pellicce. Risalì il fiume Richelieu fino alle rapide di Saint-Ours e ottenne dagli indiani una descrizione dettagliata della parte alta del fiume. Non più fortunato di Jacques Cartier, venne bloccato nelle rapide di Hochelaga. Interrogando gli indiani, Champlain ricostruì in modo sorprendente la descrizione geografica dei Grandi Laghi, comprese le cascate del Niagara, con misure che si avvicinavano alla realtà, ma era ancora convinto che il "mare d'Asia" non fosse stato lontano. Ritornato a Tadoussac l'11 luglio, si imbarcò con Grave Du Pont verso la penisola Gaspé dove soggiorno dal 15 al 19 luglio - giorni di tranquillità con i quali riuscì ad ottenere una nozione generale della regione. Sentì parlare dell'Acadia dove sperava di trovare la via per l'Asia e delle miniere che Jean Sarcel de Prévert stava cercando. Champlain fu affascinato da queste due possibilità, cioè la via per l'Asia e le miniere, molto di più dell'esplorazione del San Lorenzo. Le navi di Gravé Du Pont ritornarono in Francia a settembre.

### Secondo viaggio (1604-1607)
Tornato in Francia, venne a sapere che Chaste era morto. Presentò a re Enrico IV una carta dettagliata del San Lorenzo. Parlò al re di cosa aveva visto e pubblicò la sua relazione Des Sauvages. Invitato dal protestante Pierre Dugua de Mons, il successore di Chaste, e autorizzato da Enrico IV, Champlain si imbarcò nuovamente nel marzo 1604. Arrivò a Port-au-Mouton, nel litorale est dell'Acadia, agli inizi di maggio. De Mons incaricò Champlain di scegliere una base temporanea per la colonia, fino a quando non si fosse trovato un sito con le migliori condizioni. Dunque Champlain partì il 19 maggio, girò il Cap de Sable, entrò nella baia Sainte-Marie dove scelse un posto per la nave principale, notò alcune miniere e aggiunse nuovi toponimi. Rientrò a Port-au-Mouton dopo tre settimane di viaggio. De Mons mise al sicuro le sue navi nella Baie Sainte-Marie e partirono in barca per esplorare la Baie Française (oggi conosciuta come Baia di Fundy). Visitarono anche una baia a cui Champlain diede il nome di Port Royal (oggi Annapolis Royal) andarono fino in fondo alla Baia di Fundy per cercare le miniere di Prévert ed esaminarono le foci del fiume Saint John, poi si fermarono temporaneamente all'isola Saint-Croix (oggi Dochet island). De Mons scelse di fare casette separate; Champlain dimorò insieme a d'Orville e a Pierre Angibault detto Champdoré.
Prima dell'inverno, Champlain si diede nuovamente all'esplorazione. Dopo aver cercato le miniere nella Baia di Fundy, ridiscese il litorale acadiano per cercare una dimora permanente. Entrò nel fiume Penobscot e tentò di raggiungere il Kennebec senza poter passare il Pemaquid. In questo viaggio di un mese percorse circa 150 miglia e penetrò per circa 50 miglia dentro il Penobscot. Non fu il primo europeo a penetrare in questa regione, ma ne diede una descrizione precisa. Al ritorno era piuttosto deluso di ciò che aveva visto.
La sosta a Sainte-Croix nell'inverno 1604-05 fu disastrosa a causa dello scorbuto e dell'eccezionale rigore dell'inverno. In primavera, dopo aver ricevuto nuovi rifornimenti da Grave Du Pont, de Mons si mise alla ricerca di una regione con clima migliore e con lui, il 17 giugno 1605, Champlain riprese la via del sud. Il 1º luglio riuscirono a penetrare nella regione del fiume Kennebec e continuarono verso sud, passando per diverse località del litorale, come baie des Sept-Îles (Casco Bay), baie de Chouacouët (Saco Bay), Cap-aux-Îles (Cape Ann), baie des Îles (Boston Bay), port Saint-Louis (Plymouth Bay) e cap Blanc (Cape Cod). De Mons si fermò a Mallebarre (Nauset Harbour). De Mons volle far ritorno a Sainte-Croix senza aver trovato uno sito ideale per la colonia dopo un viaggio di oltre quattrocento miglia, tuttavia Champlain diede un'accurata descrizione di questi territori che pochi decenni dopo verranno conosciuti come Nuova Inghilterra.
Aspettando di trovare un posto più favorevole, de Mons portò la sua colonia a Port-Royal. A Port-Royal il ruolo di Champlain era ancora quello di semplice osservatore. Prima dell'inverno, Champlain ripartì, senza successo, alla ricerca di miniere. L'inverno del 1605-06 fu un pochino meno duro per la colonia, benché si diffuse ancora lo scorbuto. Durante l'estate 1606 Jean de Biencourt de Poutrincourt portò un nuovo contingente di coloni, tra cui l'avvocato Marc Lescarbot e il farmacista Louis Hébert e rimpiazzò al comando Gravé Du Pont (nel frattempo de Monts era tornato in Francia). Nel settembre 1606 Poutrincourt tentò di cercare un nuovo sito per la colonia. Champlain accompagnò Poutrincourt, ma la spedizione fu fallimentare.
Champlain passò il terzo inverno in Canada. L'inverno 1606-07 fu positivo per la colonia. Nel maggio 1607 arrivò la notizia che il privilegio era revocato, così de Mons ordinò alla colonia di ritornare in Francia. Prima di partire, Champlain tornò alla Baia di Fundy per cercare le miniere, ma non trova alcuna pepita. L'11 agosto 1607 Champlain si imbarcò per Canseau e ne approfittò per fare una mappa dettagliata della costa. Alla fine del 1607, grazie a Champlain, tutta la costa nordorientale fu mappata con toponimi francesi. Gli inglesi, che stavano esplorando questi territori, non fecero nulla di comparabile a Champlain.

### Terzo viaggio (1608-1609)
Ritornato per un breve periodo in Francia, il 13 aprile 1608 Champlain partì per la terza volta in direzione del Nordamerica. Questa volta non partì come semplice cartografo, ma con l'incarico di luogotenente per conto di de Mons. Arrivò il 3 giugno a Tadoussac. A bordo di una barca risalì il San Lorenzo per fondare un abitato alla pointe de Québec. Québec iniziava allora la sua storia.
Qualche giorno dopo Champlain riuscì a scappare a un complotto ordito da Jean Duval. Per provare la terra, Champlain seminò del grano e della segale, piantò delle vigne e fece del giardinaggio. Come il primo inverno in Acadia, il primo inverno a Québec ben 16 coloni su 25 morirono di scorbuto tra cui anche il chirurgo Bonnerme. Nella primavera del 1609 Champlain ricevette nuovi rifornimenti da Gravé Du Pont. Il 28 giugno 1609 partì per scoprire il Pays des Iroquois. Insieme a Champlain partirono due francesi e alcuni nativi delle nazioni Huroni, Montagnais e Algonchini.
La sera del 29 luglio 1609 a Ticonderoga (attuale Crown Point) il gruppo si trovò di fronte agli Irochesi. Il giorno dopo iniziò la battaglia: Champlain uccise due capi nemici con il suo archibugio. Un altro sparo nel bosco provocò il panico tra gli Irochesi. Champlain prese parte a delle operazioni militari, seppur modeste, in Nuova Francia. Sebbene non fosse responsabile del lungo conflitto franco-irochese che nei decenni successivi dilaniò Québec, consolidò il prestigio dei francesi. Con il suo viaggio di esplorazione, Champlain allargò la mappa della Nuova Francia e aprì una via che divenne strategica per gli europei nei successivi due secoli. A settembre discese verso sud e incontrò Henry Hudson.
Dopo la sua vittoria, Champlain lasciò il comando a Pierre Chauvin de La Pierre e rientrò in Francia con Gravé du Pont. Il 13 ottobre 1609 era a Honfleur dove fece rapporto a de Mons e al re. Senza riuscire a rinnovare il suo monopolio, de Monts si mise in società con alcuni mercanti di Rouen i quali furono convinti di sostenere la colonia di Québec, ma a condizione che servisse da emporio per la tratta delle pellicce.

### Quarto viaggio (1610)
L'8 aprile 1610 Champlain si imbarcò nuovamente per il Canada insieme ad alcuni mercanti. Arrivò a Québec il 28 aprile. Gli alleati amerindiani stavano aspettando un'altra spedizione militare contro gli Irochesi. Champlain diresse l'attacco, ma venne ferito all'orecchio da una freccia. Gli Irochesi fuggirono e la battaglia fu vinta. Dopo il combattimento, Champlain affidò al capo algonchino un giovane francese, Étienne Brûlé, per apprendere la lingua. Come controparte, Champlain accettò come ostaggio l'indiano Savignon, il quale voleva vedere la Francia. Quell'anno Champlain venne a sapere che la tratta delle pellicce era stata rovinosa per gli investitori e che il re venne assassinato. In questa triste congiuntura Champlain lascio Québec l'8 agosto 1610 e si imbarcò verso la Francia. Il 27 settembre dello stesso anno era a Honfleur.
Il 27 dicembre 1610 Champlain firmò un contratto di matrimonio con Hélène Boullé, una ragazzina di appena dodici anni. A causa della giovanissima età della ragazza, il matrimonio sarebbe diventato effettivo solo dopo due anni. La cerimonia nuziale avvenne nella chiesa parigina di Saint-Germain-l’Auxerrois il 30 dicembre 1610. La dote della giovane moglie, 4500 livres, servì a Champlain per continuare le sue imprese.

### Quinto viaggio (1611)
Il 1º marzo 1611 Champlain riprese il mare e arrivò a Québec il 21 maggio. Obbligato di abbandonare l'esplorazione del fiume San Maurizio, si recò alle cascate Lachine. Aspettando i nativi con le pellicce, sbarcò nel luogo dove trentuno anni dopo sorse la città di Montréal. Il 13 giugno arrivarono alcuni indiani provenienti dalle regioni interne. Insieme a loro affrontò le rapide in canoa. Brûlé era l'unico europeo ad aver fatto questa impresa prima di Champlain. Ritornò poi a Québec per fare alcune riparazioni e si imbarcò nuovamente per la Francia. Arrivò a La Rochelle il 10 settembre 1611.
Intanto i soci di de Mons non volevano più sostenere l'impresa. Champlain redasse delle memorie, pubblicò una mappa e supplicò aiuto al re di intervenire. L'8 ottobre 1612 Luigi XIII nominò Charles de Bourbon luogotenente generale, il quale scelse a sua volta Champlain come luogotenente per continuare l'opera a Québec. Champlain ricevette il potere di comandare al posto del luogotenente generale e aveva ampi poteri. Poco dopo morì Charles de Bourbon, il re trasmise l'incarico a Henri de Bourbon, il quale confermò nuovamente Champlain nelle sue funzioni. Champlain diventò in sostanza il luogotenente del viceré; si era fatto dei nemici, ma questa opposizione venne fermata grazie all'intervento del re. Poco dopo fece pubblicare i suoi Voyages tra il 1604 e il 1612. Il privilegio è datato il 9 gennaio 1613.

### Sesto viaggio (1613)
Il 6 marzo 1613 Champlain lasciò Honfleur sulla nave di Gravé Du Pont. Il 29 aprile arrivò a Tadoussac dove bandì la sua nuova commissione. Dopo una breve fermata a Québec, il 21 maggio era alle cascate Lachine. Come nel 1611, la tratta delle pellicce non dava molti profitti. Disgustati dall'atteggiamento dei contrabbandieri, gli indiani arrivarono in piccoli numeri. Champlain decise di estendere l'esplorazione nel Pays des Hurons: insieme a una guida indiana e quattro uomini, il 27 maggio Champlain si mise in viaggio. Fu il primo europeo a descrivere il fiume Ottawa. Dopo un lungo viaggio, in giugno incontro il capo algonchino Tessouat, invitando il suo popolo a trasferirsi alle cascate Lachine. Gli indiani accettarono a condizione che i francesi costruissero un forte. Champlain fu però dissuaso dagli Algonchini di raggiungere gli indiani Népissingues e di proseguire alla ricerca del cosiddetto "mare del Nord" (cioè la Baia di Hudson), di cui un suo compagno, Nicolas de Vignau si era vantato di averlo visto. Benché fosse finito il viaggio di Champlain, la via dell'ovest era inaugurata.
Il 26 agosto successivo Champlain era già di ritorno a Saint-Malo. Verso la fine dell'anno fece pubblicare una relazione di viaggi che aveva fatto e una carta della Nuova Francia. Andò a rapporto dal re a Fontainebleau. Nel 1614 formò una società con alcuni mercanti di Rouen e di Saint-Malo per sostenere l'impresa in Canada. Questa società portò il nome di Compagnie des Marchands de Rouen e de Saint-Malo e anche Compagnie de Champlain. Nonostante i mercanti di La Rochelle tentassero di accaparrarsi il commercio di Tadoussac, nel 1614 il commercio fu eccellente per la compagnia. Champlain poté accarezzare le più belle speranze.

### Settimo viaggio (1615-1616)
Preoccupato anche di evangelizzare gli indiani, Champlain aiutò alcuni religiosi ad insediarsi in Canada: con loro partì da Honfleur il 24 aprile 1615 e arrivò a Tadoussac il 24 maggio. Legato dalle continue promesse di combattere gli Irochesi e spinto da fare nuove scoperte geografiche, il 9 luglio 1615 Champlain partì alla volta del Pays des Hurons insieme a due francesi. Champlain arrivò a destinazione il 1º agosto e restò impressionato dalla fertilità dei terreni.
Il rendez-vous militare si tenne a Cahiagué sul lago Simcoe. Champlain visitò i villaggi chiusi da palizzate in legno e inviò una delegazione di dodici guerrieri, a cui si aggiunse Brûlé, per avvertire gli alleati Susquehannahs. Gli uomini della spedizione partirono il primo settembre e, il 10 ottobre successivo, si trovavano di fronte a un forte Irochese nei pressi del lago Oneida. Champlain, per l'impazienza degli alleati, fu costretto a ordinare l'attacco. L'assalto si rivelò un disastro per la mancanza di disciplina degli Huroni. Champlain stesso venne ferito alla gamba da due frecce e, dopo tre ore di assedio, chiamò la ritirata. Champlain e le sue milizie attesero invano fino al 16 ottobre l'arrivo degli alleati Susquehannahs. Venne così ordinata la ritirata definitiva.
Dopo questa sconfitta, Champlain volle tornare a Québec, ma gli Huroni insistettero di tenerlo con lui per tutto l'inverno e, con riluttanza, accettò. Partecipò anche a una battuta di caccia dove si perse nei boschi, però riuscì a ritrovare la truppa e raggiunse il villaggio Cahiagué il 23 dicembre. Il 5 gennaio 1616 trovò il recolletto Joseph Le Caron a Carhagouha. Dal 15 gennaio Champlain, insieme a Le Caron, visitò i Pétuns e gli Ottawa invitandoli a venire a Québec. Champlain lasciò un'ottima descrizione dettagliata dei loro usi e costumi. Tuttavia Champlain ebbe poche informazioni del "misterioso ovest".
Il 22 maggio 1616 Champlain lasciò il pays des Hurons. Quaranta giorni dopo trovò Grave Du Pont alle cascate Lachine, il quale lo credeva morto. Champlain insistette sul suo progetto di costruire una habitation per gli Huroni presso le cascate Lachine. L'11 luglio Champlain si trovava a Québec: fece allargare l'abitato e fece coltivare del grano per mostrarlo in Francia. Si imbarcò il 20 luglio e arrivò a Honfleur il 10 settembre. Arrivato a Honfleur, Champlain venne a sapere che il principe di Condé fu arrestato. Anche con il nuovo viceré, il maresciallo di Thémines, Champlain poté mantenere la carica di luogotenente.

### Ottavo viaggio (1617)
Nel 1617 Champlain si imbarcò nuovamente per il Nordamerica. Intanto l'associato Daniel Boyer notificò che Champlain non era più luogotenente del viceré. Il soggiorno di Champlain in Nuova Francia nel 1617 fu breve, tanto che nel luglio dello stesso anno era a Parigi.
Nel febbraio 1618 indirizzò due memoriali, uno al re e uno alla Camera di Commercio, nei quali spiegava i suoi programmi. Scrisse al re che, tramite la Nuova Francia, si poteva arrivare facilmente in Cina e nelle Indie orientali dove si potevano trovare grandi ricchezze; i dazi che si potevano raccogliere a Québec, da e verso l'Asia, avrebbero superato tutti quelli presi in Francia; si avrebbe conquistato un paese fatato; si sarebbe diffusa la fede cristiana tra gli indigeni. Per dare stabilità alla Nuova Francia, Champlain propose di fondare «una città grande come Saint-Denis», la quale si sarebbe chiamata, secondo il volere di Dio e del re, "Ludovica"; sarebbero stati costruiti tre forti, uno vicino alla città, un altro nella parte sud del fiume, un terzo a Tadoussac. Si sarebbero portati in Nuova Francia quindici recolleti, trecento famiglie di quattro persone e trecento soldati. Infine il re avrebbe inviato qualcuno del suo consiglio per garantire la legalità.
Questo programma civilizzatore di Champlain poteva piacere al re, tuttavia Champlain si indirizzava soprattutto ai mercanti francesi, enumerando le grandi ricchezze del Canada. Queste possibilità di commercio comprendevano: pesca di salmoni, merluzzi, storioni, aringhe e anguille, olio di balena, legname, gomma, cenere, catrame, canapa, miniere d'argento, di piombo e di ferro, pellicce, pietre di valore, bestiame e, infine, una via più corta per arrivare in Cina. Anche se sopravvalutò le ricchezze del Canada, Champlain aveva sviluppato un ambizioso programma di colonizzazione.
La Camera di Commercio si convinse subito: il 9 febbraio 1618 fece domanda al re di dare a Champlain i modi di trapiantare trecento famiglie all'anno in Nuova Francia e di far assicurare agli associati il commercio delle pellicce. Il 12 marzo 1618 il re precettò agli associati di assistere Champlain.

### Nono viaggio (1618)
Assicuratosi l'appoggio del re, Champlain si imbarcò il 24 maggio 1618, insieme al cognato diciottenne Eustache Boullé, e arrivò a Tadoussac il 24 giugno successivo. Si recò subito a Québec per constatare che le coltivazioni agricole avevano fatto progressi. Dovette subito andare a Trois-Rivières per giudicare due indiani Montagnais accusati di aver ucciso due francesi. Champlain preferì trattare la questione in modo amichevole, in modo da non inimicarsi i nativi. Champlain si imbarcò per Tadoussac il 26 luglio con la speranza di ritornare l'anno successivo «con un buon numero di famiglie per popolare questo territorio».
In Francia stavano partendo le procedure legali: il parlamento della Bretagna ottenne dal re la libertà di commercio; Champlain invece riuscì a revocarla. Gli associati si rifiutarono di assicurare il popolamento, temendo che potevano ottenere le pellicce soltanto tramite i coloni e di essere addirittura scacciati. Capirono però di dare seguito al popolamento della colonia: il 21 dicembre 1618 Champlain fece firmare agli associati l'impegno di portare in Canada un'ottantina di famiglie con animali e sementi. Pochi giorni dopo Champlain guadagnò un vitalizio dal re; il 14 gennaio 1619 ricevette la dote di 1500 livres. Tutto sembrava andare bene per Champlain, ma arrivarono i primi problemi: gli associati, istigati da Boyer, pretesero che Champlain venisse depotenziato a favore di Gravé Du Pont. Champlain resistette all'attacco degli associati e, sicuro delle sue ragioni, partì per Rouen con la moglie per imbarcarsi per Québec. Mostrò la lettera del re e le firme degli associati e provò che era stato luogotenente del principe di Condé. La difesa di Champlain fu vana perché gli associati rifiutarono nettamente. Champlain non si imbarcò più e dovette perorare la sua causa al Consiglio del re. Champlain venne confermato nelle sue funzioni da un decreto, ma non poté imbarcarsi per la Nuova Francia nemmeno nel 1619. Durante questo "riposo" forzato, Champlain fece pubblicare i suoi voyages dal 1615 al 1618, di cui il privilegio di pubblicazione è datato al 18 maggio 1619.
Ritornato libero nell'ottobre 1619, il principe di Condé cedette la carica di viceré a Enrico II di Montmorency; quest'ultimo confermò l'incarico a Champlain e nominò intendente sieur Dolu. Il 7 maggio 1620 Luigi XIII scrisse a Champlain una lettera con la quale si raccomandava di far mantenere l'obbedienza. Da questo momento Champlain si dedicò solamente all'amministrazione della colonia, quindi la sua carriera di esploratore finì.

### Decimo viaggio (1620-1624)
Nella primavera del 1620 partì per il Nordamerica, stavolta accompagnato dalla moglie ventiduenne. Arrivato a Québec nel mese di luglio, fece leggere in pubblico la lettera di commissione e prese il potere a nome del duca di Montmorency. Subito dopo intraprese alcune riparazioni alla habitation e ai magazzini e, nonostante la contrarietà degli associati, iniziò a costruire Fort Saint-Louis. A metà maggio 1621 venne a sapere che la tratta venne ceduta ai fratelli Caën e che doveva impossessarsi delle merci della vecchia società. Champlain permise ai reccolleti, i quali si erano allarmati, di continuare lo stesso la tratta delle pellicce. Gravé Du Pont, che apparteneva alla vecchia società, arrivò in giugno insieme ai fratelli De Caën; il conflitto era imminente. Le due controparti iniziarono a parlamentare, ma si venne a sapere che il re aveva concesso ad entrambe le società il privilegio della tratta. Guillaume de Caën assediò la nave di Gravé Du Pont, Champlain scese a Tadoussac per «fare giustizia». De Caën pignorò la nave di Grave Du Pont, ma ci ripensò subito e, dopo averla riconsegnata, pretese che fosse disarmata. Il conflitto palese tra le due società è indicativo di quanto la colonia era instabile in quel momento. Inoltre c'erano diverse questioni aperte: il 18 agosto 1621, con il permesso di Champlain, venne tenuta un'assemblea degli habitants, nella quale venne deciso che il recolleto Georges Le Baillie era incaricato di andare in Francia a presentare le richieste della colonia. Nel memoriale presentato al re da Le Baillie, si ritrovò gli stessi argomenti di Champlain aveva presentato nel 1618, compreso il passaggio in Asia. Il recolleto chiedeva che gli ugonotti fossero esclusi, fosse fondato un seminario per gli indiani, che la giustizia funzionasse meglio, fosse rinforzata la difesa militare e fosse aumentato il vitalizio di Champlain. Il re fuse le due compagnie, ma sotto la direzione di de Caën, i quali si impegnarono a mantenere sei recolleti e ad aiutare sei famiglie di coloni. Inoltre il re acconsentì di aumentare il vitalizio a Champlain. Il 21 settembre 1621 vennero emanate le prime ordinanze a Québec.
Champlain cercò di giocare un ruolo politico tra i nativi: riuscì a imporre un capo di sua scelta, a convincerli di insediarsi nelle vicinanze di Québec e a convincerli a coltivare la terra. Nel giugno 1622 venne un capo Irochese a trattare la pace con Champlain; Champlain convinse i suoi alleati, spiegando i vantaggi della pacificazione e mandò quattro suoi uomini nel pays des Iroquois; perseguì ancora la pace tra nativi anche nel 1623 quando riuscì a fermare una disputa tra Huroni e Montagnais e perdonò anche un indiano che aveva ucciso un francese. Champlain si preoccupò dei progressi materiali della colonia: nell'agosto 1623 si recò a visitare le praterie del capo Tourmente dove fece fare duemila balle di fieno e sognò di farne un luogo adatto per il pascolo del bestiame. Nel novembre dello stesso anno Champlain fece sistemare la pista che portava a Cap-aux-Diamants. Nell'inverno 1623-24 pianificò una nuova Habitation, sistemò i materiali e tagliò il legname. Posò la prima pietra della Habitation il 6 maggio 1624. Il 15 agosto, quando la costruzione era a un buon punto, lasciò Québec con la moglie (quest'ultima non fece più ritorno in Canada) e ritornò in Francia per fare rapporto al re.
Nel frattempo la carica di viceré era passata di mano, poiché Montmorency si era dimesso in favore del duca di Ventadour, il quale confermò ancora una volta Champlain di luogotenente per la Nuova Francia.

### Undicesimo viaggio (1626-1629)
Dopo un anno e mezzo di soggiorno in Francia, Champlain si imbarcò nuovamente per il Nordamerica il 15 aprile 1626. Arrivato a Québec il 5 luglio, Champlain completò l'habitation e distrusse il forte per farne uno più grande. Inoltre diresse personalmente la costruzione di una habitation al Capo Tourmente. Nella primavera del 1627 Champlain impedì agli alleati di dichiarare guerra agli Irochesi e a tal scopo inviò un ambasciatore nel Pays des Iroquois, missione che finì in modo tragico.
Nel 1627 il Cardinale Richelieu soppresse la carica di viceré e mise la Nuova Francia sotto la sua giurisdizione e fondò la Compagnia dei Cento Associati. Champlain divenne membro della Compagnia e diventò «comandante della Nuova Francia» (in sostanza governatore). Champlain aveva molte aspettative dopo la nascita della Compagnia, ma la colonia continuava a vivacchiare. All'inizio del 1628 Champlain notò che la terra era solcata dall'aratro e dai buoi. Questo piccolo progresso avvenne un anno dopo la morte di Louis Hébert. Siccome i rifornimenti annuali tardavano e la fame si stava per sentire nella colonia, Champlain mandò alcuni coloni nella penisola Gaspé. A luglio i fratelli Kirke iniziarono ad assediare Québec. La colonia era alla fame e i soccorsi non arrivavano. Champlain inviò altri coloni nella penisola Gaspé. Il 19 luglio Québec capitolò e Champlain tentò di negoziare le migliori condizioni. Il 24 luglio lasciò Québec a bordo di una nave dei fratelli Kirke e, scendendo verso Tadoussac, incontrò un vascello comandato da Emery de Caën. Iniziò la battaglia tra inglesi e francesi. Dopo lo scontro Champlain venne obbligato a fare da intermediario. Arrivato a Tadoussac il primo agosto, Champlain dovette fare un lungo soggiorno ed ebbe l'occasione di criticare Étienne Brûlé e Nicolas Marsolet che erano passati dalla parte del nemico e tentò vanamente di ottenere il permesso di portare in Francia i due indiani Montagnais che aveva adottato. A bordo di una nave inglese, Champlain arrivò a Londra il 29 ottobre e si recò immediatamente dall'ambasciatore francese per dimostrare che la presa di Québec era arrivata solo due mesi dopo la fine della guerra, presentando l'originale del trattato di capitolazione. Agli inizi di dicembre ritornò in Francia, dove incontrò i membri della Compagnia, il Cardinale Richelieu e il re, premendo affinché Québec venisse restituita. Nel 1630 fece un nuovo appello al re sull'importanza della colonizzazione della Nuova Francia.
Dopo la firma del Trattato di Saint-Germain-en-Laye Québec venne restituita alla Francia. Champlain divenne nuovamente governatore nel 1633.

### Dodicesimo viaggio (1633-1635)
Champlain ritornò a Québec il 22 maggio 1633 dopo un'assenza di quasi quattro anni. Poco dopo il suo arrivo fece costruire, a spese della Compagnia, una cappella in onore della Vergine Maria. Il 15 agosto 1633 scrisse a Richelieu per pregarlo di porre fine alla tratta inglese di Tadoussac e di lanciare una grande offensiva contro gli Irochesi. Gli scrisse nuovamente il 18 agosto 1634 per fargli rapporto sulla situazione a Québec. Nel 1635 la salute di Champlain peggiorava rapidamente. Nell'ottobre 1635, ormai paralizzato, Champlain nominò la Vergine Maria come sua erede. Morì il 25 dicembre 1635, assistito dal gesuita Charles Lalemant.